# Marliece Andrada
Marliece Andrada (* 22. August 1972 in Manteca, Kalifornien) ist ein US-amerikanisches Model und Schauspielerin.
Andrada wurde zum Playboy-Playmate im Monat März 1998 gewählt.

## Karriere
Andrada war in verschiedenen Playboy-Videos zu sehen. 1997 war sie in mehreren Episoden der US-Fernsehserie Baywatch als Rettungsschwimmerin zu sehen.
Andrada spielte in dem Videospiel Gex 3: Deep Cover Gecko die Rolle der Agentin X-Tra.